# Saint-Louis, Sénégal
Saint Louis hoặc Saint-Louis còn được biết đến bởi những người dân địa phương là Ndar là một thị trấn, thủ phủ của vùng Saint-Louis, Sénégal. Nó nằm ở phía tây bắc của đất nước, tại cửa sông Sénégal và cách 320 km về phía bắc của thủ đô Dakar. Dân số của thị trấn này ước tính là 176.000 người năm 2005. Thị trấn từng là thủ đô của thuộc địa Sénégal của Pháp từ năm 1673 đến 1902 và Tây Phi thuộc Pháp từ năm 1895 đến 1902 khi thủ đô được rời về Dakar. Từ 1920 đến 1957, nó cũng từng là thủ đô của thuộc địa láng giềng của Mauritanie.

## Tên
Saint Louis (tiếng Pháp: Saint-Louis) được đặt theo tên của Louis IX, một vị vua thế kỷ 13 của Pháp được phong thánh. Một cách gián tiếp thì cái tên này cũng vinh danh Louis XIV, vị vua trị vì của Pháp tại thời điểm khu định cư hình thành trên đảo vào năm 1659. Ban đầu nó được gọi là Saint Louis of the Fort (St-Louis-du-Fort) để phân biệt nó với nhiều địa điểm cùng tên khác. Langue de Barbarie thuộc thị trấn cũng được đặt theo tên của một người Pháp cho "Dải cát Barbary" thay thế cho một cái tên Berber trước đây.
Tên địa phương của nó là Ndar hoặc N'dar trong tiếng Wolof để đặt cho một hòn đảo và có từ trước khi người Pháp có mặt tại đây. Ndar Tout hoặc Toute là một hình thức Pháp hóa cái tên trong tiếng Wolof có nghĩa là "Tiểu Saint Louis". Vùng lân cận của Goet Ndar lấy tên từ một từ Wolof cho một "đồng cỏ".

## Lịch sử
Một khu định cư của người Wolof tại nơi được gọi là Guet Ndar có từ khoảng năm 1450 và là nơi gặp gỡ và điểm khởi hành của những người hành hương Hồi giáo đến Mecca ở Ả Rập. Thương nhân Bồ Đào Nha, Hà Lan và Anh đã đến thăm khu vực này trong hai thế kỷ tiếp theo nhưng pháo đài thuộc địa đầu tiên được người Pháp xây dựng vào năm 1638 lại nằm trên đảo Bocos, cách đó 25 km (16 mi).
Lũ lụt lặp đi lặp lại khiến pháo đài được di rời đến hòn đảo, được người dân địa phương gọi là Ndar vào năm 1659. Vào thời điểm đó, hòn đảo là một nơi không có người ở, được cho là bởi người dân địa phương tin rằng nó bị ma quỷ ám. Diagne của Sor là một lãnh đạo địa phương cho phép người Pháp định cư trên đảo và trả phí hàng năm là ba cuộn vải xanh, một cuộn vải đỏ, bảy thanh sắt, và mười lọ eau de vie.
Công sự của nó cho phép thương điểm này có thể chỉ huy hoạt động ngoại thương dọc theo sông Sénégal. Nô lệ, da thú, sáp ong, long diên hương và gôm arabic đã được xuất khẩu. Trong Chiến tranh Bảy Năm, những người Anh đã chiếm giữ Sénégal vào năm 1758. Vào tháng 2 năm 1779, các lực lượng của Pháp đã chiếm lại đuơc Saint-Louis. Vào cuối thế kỷ 18, Saint-Louis có khoảng 5.000 cư dân, không kể số lượng nô lệ. Nó trở thành trung tâm đô thị hàng đầu ở châu Phi cận Sahara.
Từ năm 1659 đến 1779, thị trấn này được điều hành bởi chín công ty. Như ở Gorée đặc trưng bởi người Pháp gốc Criollo Phi thì thị trấn này những người Métis có vai trò quan trọng đối với đời sống kinh tế, xã hội, văn hóa và chính trị. Họ đã tạo ra một nền văn hóa đô thị đặc trưng với các màn hình công cộng thanh lịch, giải trí tinh tế và các lễ hội phổ biến. Họ kiểm soát hầu hết các hoạt động buôn bán trên sông và họ tài trợ cho các tổ chức Công giáo chính. Một thị trưởng Métis lần đầu tiên được chỉ định vào năm 1778. Quyền thương mại được củng cố thêm vào năm 1872, khi Saint-Louis trở thành một "công xã" của Pháp.
Méduse là một tàu chiến của Pháp với 40 khẩu pháo từng tham gia Chiến tranh Napoléon đầu thế kỷ 19. Con tàu đã sống sót sau nhiều trận chiến và chỉ gặp nạn trên một bãi cát vào năm 1816 trong quá trình tái lập thuộc địa của Pháp sau khi Anh chuyển giao thuộc địa. Do thiếu xuồng cứu sinh mà chỉ có 10 trên tổng số 150 thủy thủ tàu còn sống.

## Địa lý

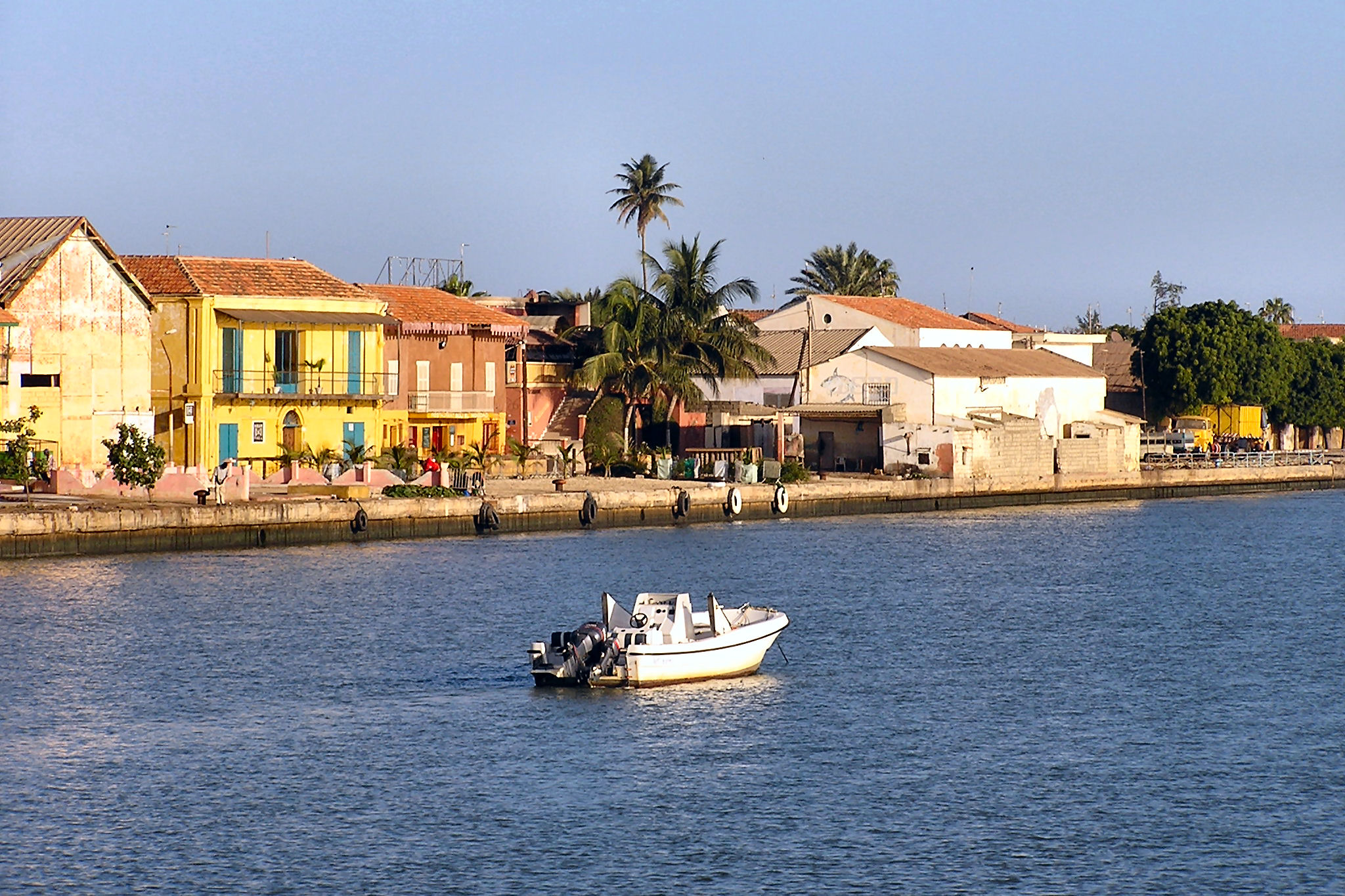
Langue de Barbarie

Thị trấn nằm ở phía bắc Sénégal, trên khu vực biên giới với Mauritanie, mặc dù biên giới gần nhất giữa hai quốc gia là ở Rosso, cách cửa sông Sénégal khoảng 100 km (62 mi). Trung tâm của thị trấn thuộc địa cũ nằm trên một hòn đảo giữa sông có chiều dài hơn 2 km (1,2 mi) nhưng chỉ rộng 400 m (1.300 ft). Nó nằm cách cửa sông khoảng 25 km (16 mi) về phía bắc và ngăn cách với Đại Tây Dương về phía tây bởi Langue de Barbarie, một Dải cát nhô rộng 300 m (980 ft). Langue de Barbarie là một địa điểm của bờ biển lân cận Ndar Toute và Guet Ndar. Trong đất liền, bờ đông của dòng sông là địa điểm của Sor, một khu định cư cũ hiện được coi là vùng ngoại ô của Saint-Louis. Nó gần như được bao quanh bởi đầm lầy thủy triều. Ba đặc điểm mang lại cho Saint-Louis diện mạo địa lý đặc biệt, đó là Sahel, đầm lầy và Langue de Barbarie.
Saint-Louis có Khí hậu sa mạc nóng. Nó chỉ có hai mùa, mùa mưa từ tháng 6 đến tháng 10 đặc trưng bởi sức nóng, độ ẩm và bão; mùa khô từ tháng 11 đến tháng 5 đặc trưng bởi gió biển mát mẻ và bụi gió Harmattan. Một bộ phim tài liệu năm 2011 mô tả Saint-Louis là thành phố châu Phi bị đe dọa lớn nhất bởi mực nước biển dâng.
| Dữ liệu khí hậu của St.-Louis           | Dữ liệu khí hậu của St.-Louis | Dữ liệu khí hậu của St.-Louis | Dữ liệu khí hậu của St.-Louis | Dữ liệu khí hậu của St.-Louis | Dữ liệu khí hậu của St.-Louis | Dữ liệu khí hậu của St.-Louis | Dữ liệu khí hậu của St.-Louis | Dữ liệu khí hậu của St.-Louis | Dữ liệu khí hậu của St.-Louis | Dữ liệu khí hậu của St.-Louis | Dữ liệu khí hậu của St.-Louis | Dữ liệu khí hậu của St.-Louis | Dữ liệu khí hậu của St.-Louis |
| Tháng                                   | 1                             | 2                             | 3                             | 4                             | 5                             | 6                             | 7                             | 8                             | 9                             | 10                            | 11                            | 12                            | Năm                           |
| --------------------------------------- | ----------------------------- | ----------------------------- | ----------------------------- | ----------------------------- | ----------------------------- | ----------------------------- | ----------------------------- | ----------------------------- | ----------------------------- | ----------------------------- | ----------------------------- | ----------------------------- | ----------------------------- |
| Cao kỉ lục °C (°F)                      | 38 (100)                      | 41 (106)                      | 42 (108)                      | 45 (113)                      | 43 (109)                      | 44 (111)                      | 38 (100)                      | 38 (100)                      | 41 (106)                      | 42 (108)                      | 41 (106)                      | 40 (104)                      | 45 (113)                      |
| Trung bình ngày tối đa °C (°F)          | 30.5 (86.9)                   | 32.2 (90.0)                   | 32.7 (90.9)                   | 31.7 (89.1)                   | 30.3 (86.5)                   | 30.4 (86.7)                   | 30.7 (87.3)                   | 31.5 (88.7)                   | 32.3 (90.1)                   | 33.7 (92.7)                   | 33.4 (92.1)                   | 31.0 (87.8)                   | 31.7 (89.1)                   |
| Tối thiểu trung bình ngày °C (°F)       | 15.2 (59.4)                   | 16.5 (61.7)                   | 17.4 (63.3)                   | 18.0 (64.4)                   | 19.4 (66.9)                   | 22.4 (72.3)                   | 24.4 (75.9)                   | 25.0 (77.0)                   | 25.1 (77.2)                   | 23.5 (74.3)                   | 19.5 (67.1)                   | 16.4 (61.5)                   | 20.2 (68.4)                   |
| Thấp kỉ lục °C (°F)                     | 7 (45)                        | 7 (45)                        | 13 (55)                       | 10 (50)                       | 12 (54)                       | 17 (63)                       | 18 (64)                       | 20 (68)                       | 18 (64)                       | 10 (50)                       | 8 (46)                        | 11 (52)                       | 7 (45)                        |
| Lượng Giáng thủy trung bình mm (inches) | 1.5 (0.06)                    | 1.9 (0.07)                    | 0.2 (0.01)                    | 0 (0)                         | 0.1 (0.00)                    | 6.8 (0.27)                    | 40.2 (1.58)                   | 94.3 (3.71)                   | 92.3 (3.63)                   | 23.0 (0.91)                   | 0.3 (0.01)                    | 0.7 (0.03)                    | 261.3 (10.28)                 |
| Độ ẩm tương đối trung bình (%)          | 44.0                          | 49.5                          | 56.5                          | 65.0                          | 69.5                          | 76.0                          | 78.5                          | 80.0                          | 78.5                          | 70.0                          | 54.0                          | 45.0                          | 63.9                          |
| Số giờ nắng trung bình tháng            | 241.8                         | 238.0                         | 275.9                         | 285.0                         | 282.1                         | 222.0                         | 244.9                         | 248.0                         | 228.0                         | 260.4                         | 246.0                         | 232.5                         | 3.004,6                       |
| Nguồn 1: NOAA                           |                               |                               |                               |                               |                               |                               |                               |                               |                               |                               |                               |                               |                               |
| Nguồn 2: Weatherbase                    |                               |                               |                               |                               |                               |                               |                               |                               |                               |                               |                               |                               |                               |